# Olim Navkarov
Olim Navkarov (3 marzo 1983) è un ex calciatore uzbeko, di ruolo attaccante.